# Astrurus ornatus
Astrurus ornatus is een pissebed uit de familie Munnidae. De wetenschappelijke naam van de soort is voor het eerst geldig gepubliceerd in 1914 door Ernst Vanhöffen.
Vanhöffen verzamelde deze kleine soort (tot 1,5 mm lang) nabij Antarctica tijdens de expeditie van het Duitse onderzoeksschip Gauss naar het Zuidpoolgebied, onder de leiding van Erich von Drygalski in 1901-1903.
Het was de tweede Astrurus-soort die werd beschreven. De eerste, Astrurus crucicauda, was ontdekt tijdens de Challenger-expeditie (1872-1877) nabij het eiland Kerguelen. Deze soort was tot 4 mm lang.